# 게오르기 게오르기에프 (1976년)
게오르기 안겔로프 게오르기에프(불가리아어: Георги Ангелов Георгиев, 1976년 1월 30일~)는 불가리아의 유도 선수이다. 2004년 하계 올림픽 남자 하프라이트급에서 동메달을 획득했다.